# ضرس العجوز
الحماض المسنن أو ضِرْس العَجُوز أو حُماض، واسمه العلمي Rumex dentatus، هو نوع من جنس الحُمَّاض.
وكثيراً ما يوجد كحشائش نامية على جانبي الطريق.
موطنه الرئيسي مناطق من أوراسيا وأمريكا الشمالية.
ينمو عادة في المساحات الرطبة، مثل سواحل البحيرات والحقول المزروعة. وهو نبات حولي أو ثنائي الحول. طول ساقه إلى 70 أو 80 سنتيمتر. أوراقه لها شكل الحربة إلى الشكل البيضاوي بأحرف متموجة قليلاً، وتنمو إلى طول أقصاه حوالي 12 سنتيمتر.
هذا النبات له نشاط بيوكيميائي مضاد،
إذ ينتج مواد كيميائية تمنع نمو النباتات الأخرى بالقرب منه، بالإضافة للنشاط المطهر والمضاد للفطريات.